# 1-Wire

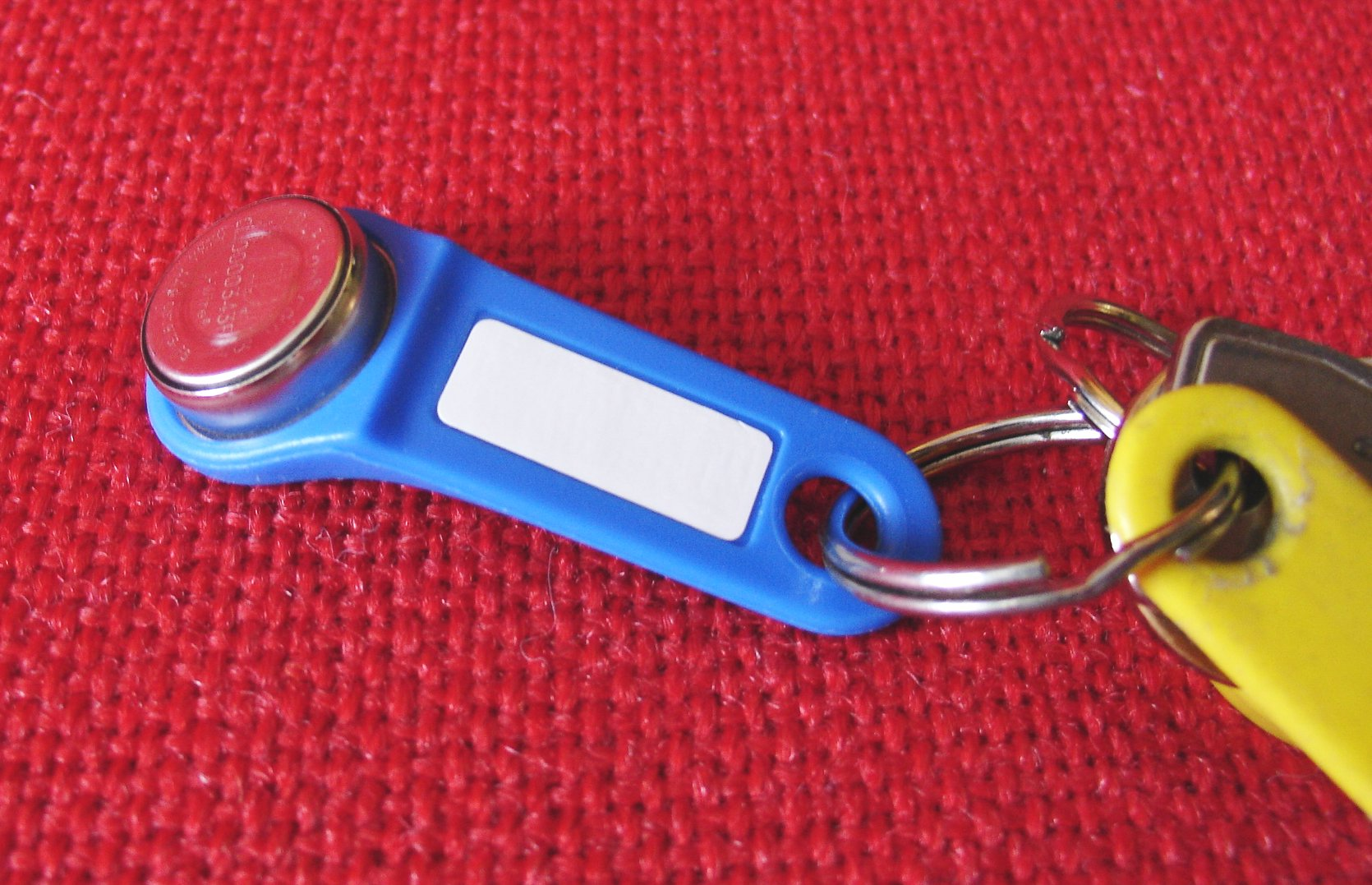
iButton в пластиковому корпусуванні, що використовувався як Akbil (смарт-квиток) в Стамбулі

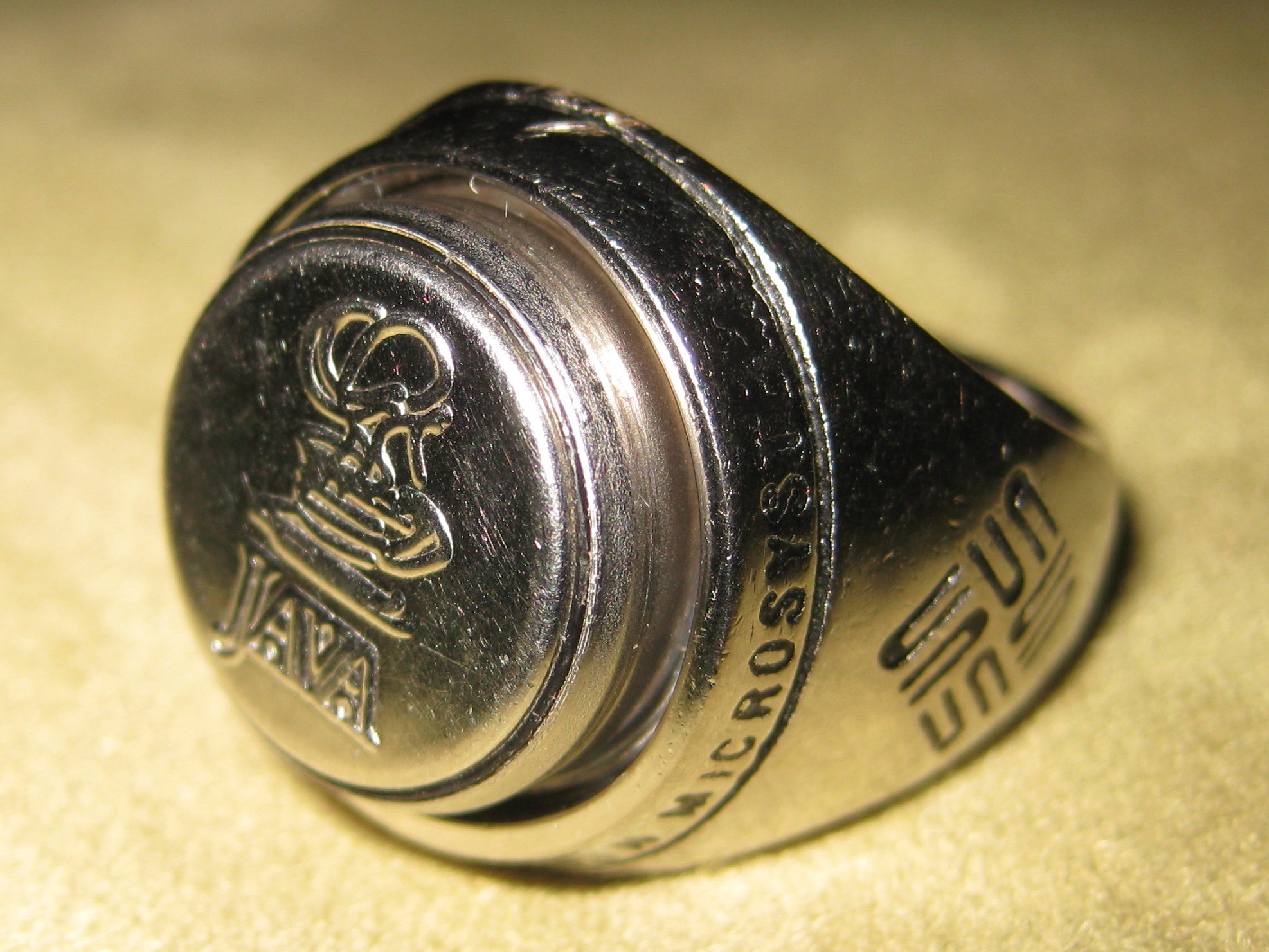
"Java Ring" із вбудованим iButton

1-Wire — шина передачі даних пристроїв, розроблена компанією Dallas Semiconductor Corp., що дозволяє здійснювати передачу даних на малій швидкості (16.3kbps), сигналізацію, і живлення через єдиний провідник.
1-Wire подібна за концепцією на I²C, але із меншою швидкістю передачі даних на більшу відстань. Вона зазвичай використовується для зв'язку із малими недорогими пристроями, такими як цифрові термометри і погодні пристрої. Мережа пристроїв 1-Wire із назначеним пристроєм на роль мастера називається MicroLAN.
Однією відмінною особливістю цієї шини є можливість використання лише двох проводів: для даних і землі. Аби забезпечити це, пристрої 1-Wire мають конденсатор у 800 пФ для збереження заряду і живлення пристрою під час періоду активності лінії даних.

## Використання
В залежності від своєї функції, пристрої 1-Wire доступні у вигляді окремих компонентів для інтегральних мікросхем або у пакуванні TO-92, і в деяких випадках у портативній форму, що називається iButton що містить в собі Мініатюрний елемент живлення. Виробники також випускають більш складні пристрої, ніж такі що містять один компонент для комунікації по шині 1-Wire.
Пристрої комунікації по 1-Wire можуть бути одним із багатьох компонентів на друкованій платі в рамках одного продукту, а можуть бути єдиним компонентом у пристрої, наприклад, у термометрі, або можуть приєднуватися до пристрою над яким здійснюється моніторинг. Деякі лабораторні системи та інші системи отримання даних і контролю з'єднуються із пристроями 1-Wire за допомогою кабелів із уніфікованим конектором або за допомогою кабелю CAT-5.
Можна побудувати цілі системи із сенсорів і актуаторів зв'язаних між собою як компоненти 1-Wire. Кожен компонент містить в собі усю логіку, яка необхідна для роботи із шиною 1-Wire. До таких прикладів відносяться реєстратори температури, таймери, датчики струму та напруги, монітори для контролю батарей, і пам'ять. До комп'ютера їх можна під'єднати за допомогою перетворювача шини. 
Пристрій iButton (що також відомий як Ключ Далласа) це стандарт механічної упаковки, що містить в собі компонент 1-Wire в середині невеликої "кнопки" з неіржавної сталі подібної до дископодібної батареї для годинників. 
Кожен чип 1-Wire має унікальний код ідентифікатора. Ця особливість робить ці чипи корисними для використання як ключа для відмикання замків, сигналізацій, автентифікації користувачів в комп'ютерних системах, та ін.